# Hōkō
Hōkō (彭侯, Houkou) é uma das criatuas fantásticas, youkai, da mitologia japonesa. Ele vive dentro de uma árvore e é espiritualmente vinculado a ela. As caracteristicas do Houkou são marcantes, pois é um canino de corpo todo branco e cinco longas caudas, cada uma de uma cor, representando os cinco poderes dos elementos: Fogo, água, vento, terra e raio. Se usados os 5 juntos é dito que pode causar grandes terremotos.
Alguns dos poderes dele é a ilusão, pois usa deste artifício para assustar aqueles que chegam perto de sua árvore. O Houkou pode ser confundido com o Inugami por suas caracteristicas similares (que também são traduzidos como Cão espiritual, ou Deus-cão).